# Dziewczyna z marzeń
Dziewczyna z marzeń – debiutancki album zespołu Boys wydany przez wytwórnię Blue Star w 1991 roku na kasecie magnetofonowej. W 2007 roku KM-Music wydało reedycję albumu na płycie kompaktowej

## Lista utworów
1. "Napalona Anka" 3,34
2. "Wolność" 4,54
3. "Film-Mix" 7,03
4. "Kochany wróć" 4,12
5. "Dziewczyna z marzeń" 4,11
6. "Nie odchodź" 4,30
7. "A ja się bawię" 5,24
8. "Boys" dla was" 4,41

## Skład zespołu
- Marcin Miller - syntezatory, vocal
- Robert Sasinowski - gitara, vocal
- Krzysztof Cieciuch - perkusja
- Bogdan Kukier - bas